# Temple de Sūrya (Konārak)
Pour les articles homonymes, voir Temple de Sūrya.

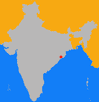
Konârak, dans l’Odisha en Inde.

Le temple de Sūrya – appelé aussi la « pagode noire » – se trouve dans le village de Konârak dans l'État de l'Odisha en Inde. Il est reconnu pour son architecture et sa décoration comme un bâtiment majeur de l'Odisha, un État fameux en Inde pour le nombre et la beauté de ses temples, mais aussi de l'Inde entière. Construit à la fin du style de l'Odisha (milieu du XIIIe siècle), il se trouvait à l'origine sur le rivage, mais l'ensablement de la côte l'en a éloigné.
On trouve un autre temple de Sûrya remarquable – ils ne sont pas très nombreux en Inde – à Modhera dans le Gujarat.

## Histoire

### Le temple
Le temple du Soleil de Konârak est un des sites archéologiques les plus célèbres de l’Inde.

### La légende
D'après la légende, le prince Sâmba, fils de Krishna et de Jambavati, avait ridiculisé Nârada, un saint homme fort laid. Ce dernier se vengea en indiquant à Sâmba une pièce d'eau où de nombreuses femmes se baignaient après avoir ôté leur sari. Tandis que le jeune homme jouissait du spectacle, Krishna, averti par Nârada, arriva et découvrit son fils qui regardait ses belles-mères, les épouses de Krishna, au bain.
Furieux, le dieu punit son fils en lui inoculant la lèpre. Plus tard, Sâmba lui fournit la preuve qu'il avait été manipulé, mais il était trop tard pour que Krishna puisse retirer sa malédiction. Le jeune homme se tourna alors vers Sûrya, le dieu qui guérit tous les maux, ceux de la peau particulièrement, se dirigea vers la côte et découvrit au nord de Puri une image du dieu assis sur une fleur de lotus. Il s'installa sur les lieux et fit une pénitence de douze ans à l'issue de laquelle il fut guéri. En remerciement, il érigea un temple, le premier sur le site de Konârak.
Il semble que cette légende soit la transposition locale d'une forme originale se déroulant sur les rives de la rivière Chandrabhaga, aujourd'hui la Chenab, un affluent de l'Indus, au Panjâb. Les faits légendaires se seraient en fait déroulés à Mûlasamburu, l'actuelle Multân au Pakistan, où l'on trouve aussi un temple de Sûrya. Lorsque le site de Konârak fut devenu un centre important de vénération de Sûrya, la légende fut relocalisée ici pour légitimer le lieu.

### Les étapes de la construction

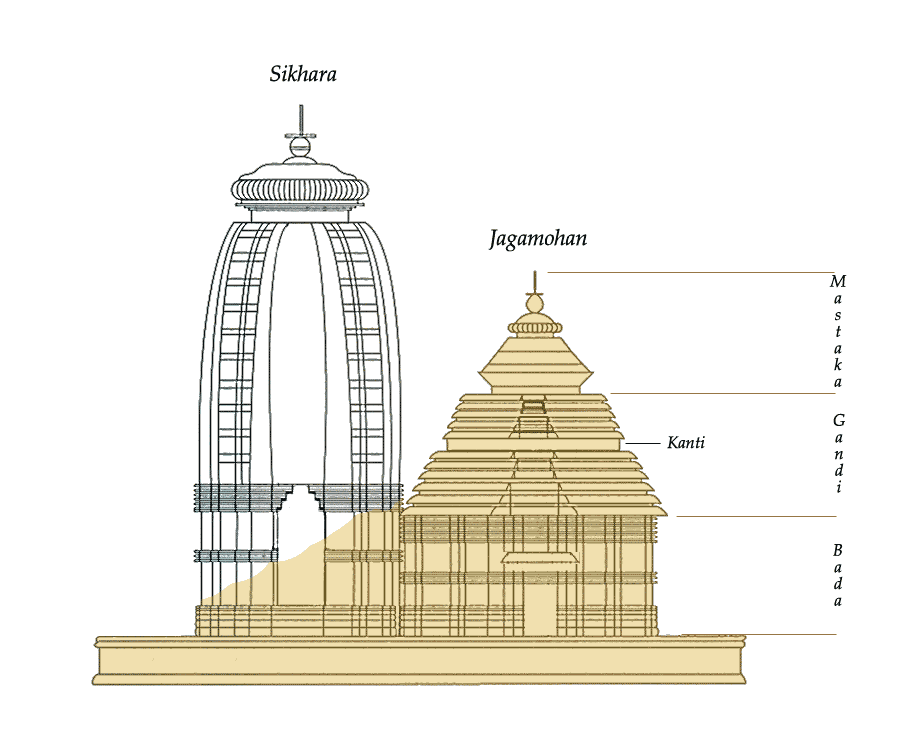
Schéma en coupe du temple.

Le premier temple à avoir été construit serait, d'après le Mandalapanji, une chronique médiévale, l'œuvre du roi Purandarakesari.
Le temple principal – dit temple 1 – est construit par le roi Narasimha Deva Ier de la dynastie des Ganga de l'est, tout le long de son règne qui s'étale de 1238 à 1264. Nous avons conservé le nom d'un certain nombre d'architectes qui ont participé à sa réalisation : Shadâshiva, Sâmantarâja, Gadhâdhara Mahâpâtra, Ganga Mahâpâtra, Nârâyana Mahâpâtra, Vishvanâtha Mahâpâtra. Mahâpâtra signifie grand architecte. Les raisons de l'érection du bâtiment par Narasimha ne sont pas connues avec exactitude, peut-être pour remercier Sûrya de l'avoir guéri d'une maladie – comme Sâmba – ou bien en remerciement d'une prière pour la naissance d'un prince en bonne santé. Son fils Bhânu - un autre nom de Sûrya - sera d'ailleurs le premier de la dynastie à porter un nom solaire. On propose aussi comme raison à cette construction la commémoration d'une victoire des Ganga contre les musulmans qui envahissaient la région à l'époque et qui y saccagèrent d'ailleurs un grand nombre de temples.
Le chroniqueur et secrétaire personnel d'Akbar, Abû'l Fadl, qui le visita écrivit : « Même ceux qui ont le jugement critique et sont difficiles à satisfaire, restent étonnés à sa vue. » Il affirme aussi que la construction du temple engloutit douze années de revenu de la province.
Les raisons de l'effondrement du shikhara du temple principal ne sont pas certaines. On accuse des fondations inadéquates, l'action de la foudre ou un tremblement de terre en 1630, certains prétendent même que le bâtiment ne fut jamais vraiment terminé. Mais l'hypothèse d'une dégradation graduelle après que le bâtiment a été déconsacré est celle qui prévaut généralement. En effet, après un assaut, au XVIe siècle, des musulmans du Bengale qui s'emparèrent du kalasha, le finial en forme de vase, et du dhvaja, la bannière au sommet du deul, le temple perdit son caractère sacré et ne fut plus en fonction. D'ailleurs on ne sait pas ce qu'est devenue l'effigie de Sûrya, peut-être un disque solaire métallique, peut-être une idole de bois, donc périssable, comme celle de Jagannâtha de Puri, qui y était vénérée. S'appuyant sur cette absence, certains pensent que le temple ne fut jamais consacré.
Le spécialiste de l'architecture indienne James Fergusson qui le visita en 1837 en fit quelques dessins et estima la hauteur des restes d'un coin du shikhara à quelque 45 mètres. Plus tard, en 1868, donc après le tremblement de terre, lors de son passage, l'archéologue Rajendralala Mitra ne voit dans le bâtiment qu'un amas de pierres où poussent ici ou là quelques arbres pipal.
Fergusson note aussi que quelques sculptures ont été prélevées par le râja Kurdah pour décorer le temple qu'il se fait construire dans son fort. Les marathes ont aussi enlevé un Aruna qu'ils installent au temple de Jagannâtha à Puri.

## Les sculptures

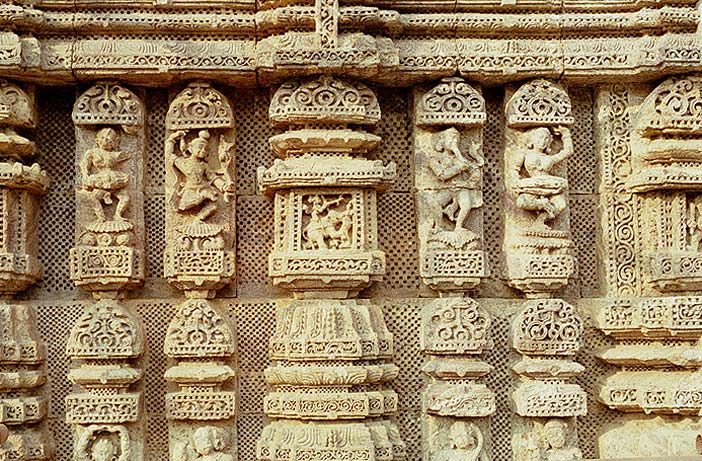
Exemple de décor sur les côtés de la plateforme

Le temple 1 est couvert de statues dans sa totalité, sans que cette explosion baroque ne nuise à l'effet d'ensemble. Les sculptures se rangent en 5 catégories : 
- les divinités, en particulier, les trois statues de Sûrya,
- les traditionnelles apsaras ou nymphes célestes,
- les scènes de la vie quotidienne, comportant les alasakanya, classiques figures de femmes au miroir, des musiciens et danseurs, des scènes d'amour allant jusqu'au plus explicite de la relation sexuelle, des scènes de la vie du râja, dans et hors du palais, dans un grand nombre de circonstances différentes, des scènes de procession, de guerre,
- les animaux, toujours largement utilisés pour leur valeur décorative dans la statuaire indienne, les plus courants étant les éléphants, les lions et les chevaux. Les rapports avec les animaux portraiturés indiquent des rapports d'affection, héritage de la période bouddhiste. On trouve aussi chameaux, cerfs, singes, tigres, buffles, moutons mais aussi plus curieusement une scène montant une girafe, le signe semble-t-il d'une relation avec des royaumes africains. Le temple, qui a la forme d'un chariot, est tiré par des chevaux de grande taille.
- les motifs décoratifs souvent tirés de la flore ou bien géométriques, les éléments architecturaux.

L'étude attentive des sculptures montre une variation dans leur qualité qui implique que, parmi les centaines d'artistes qui travaillèrent ici, il y eut des élèves, des apprentis qui s'occupaient des pièces mineures et des maîtres se réservaient les pièces les plus importantes, tant par la taille que par leur emplacement dans le complexe.

## Le complexe du temple

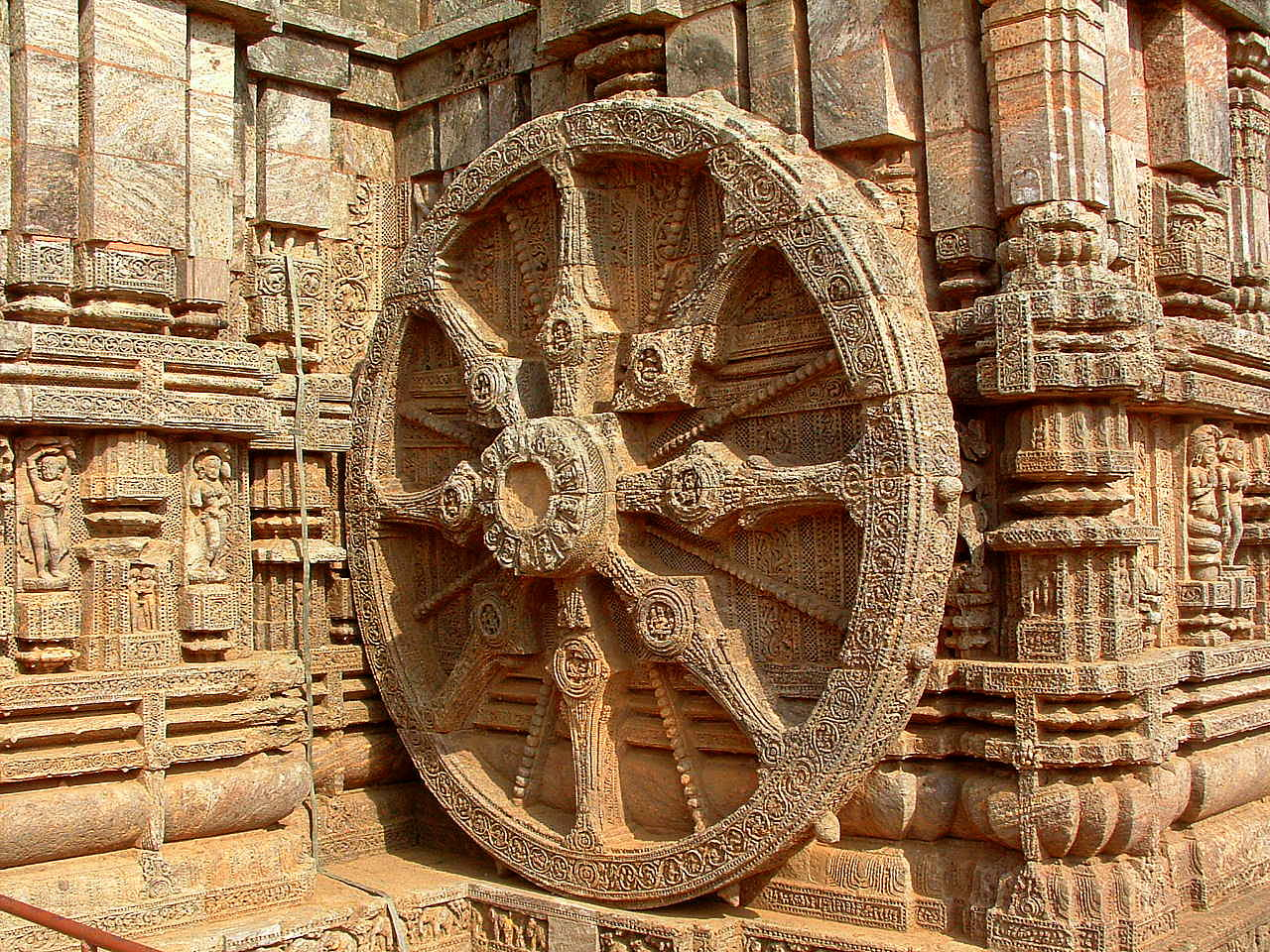
Une des roues du chariot

Les temples sont orientés dans le sens est-ouest, le sens de la course solaire. Le shikhara et le jagamohan du temple principal figure un chariot, tiré par des chevaux et monté sur 24 roues.

### La plateforme principale
Le shikhara ou  deul, suivant sa dénomination locale, et le jagamohan se dressent sur une plateforme de quelque 4 mètres de hauteur et dont toutes les surfaces latérales sont sculptées. Contrairement au canon de l'Odisha, les architectes ont séparé le nata-mandapa, le pavillon de la danse, et l'ont placé sur sa propre plateforme.
Les décorations sculptées offrent une grande variété de thèmes, descriptions de scènes de la vie quotidienne riche en enseignements, comme celle d'un temple qui rassemble en un même lieu des représentations d'un lingam et d'un Jagannâtha, une preuve de la tolérance religieuse des dirigeants locaux, ou comme celle de la présentation d'une girafe, peut-être par des émissaires africains, au râja monté sur un éléphant. Une frise d'oies ou de fleur à quatre pétales couronne les faces, surmontant une autre frise représentant une armée en marche, une rangée d'éléphants, etc.
On trouve aussi sur les faces de la plateforme un ensemble de 24 roues, hautes de trois mètres et finement sculptées. Très réalistes, leur fixation sur l'essieu est parfaitement représentée, elles comportent 8 rayons ornés chacun en son centre d'une scène de la vie quotidienne, d'une divinité, d'une érotique, toutes différentes.

### Leshikhara

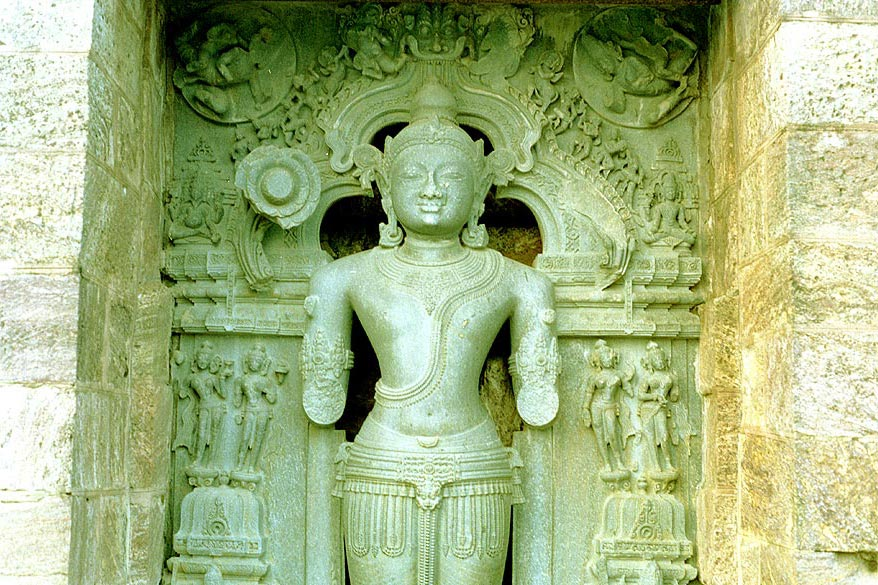
Une des représentations de Sûrya du shikhara

Le shikhara devait mesurer autour de 70 mètres de haut lorsqu'il fut terminé. Quand James Fergusson visite le site en 1837, il fait un croquis montrant qu'il existait encore une partie significative d'une arête du sanctuaire.
Il comporte trois niches où sont placées trois représentations de Sûrya en chlorite vert. Assez semblables, elles varient par de subtiles différences de décoration et d'ornementations. Le dieu est chaussé de bottes, ce qui rappelle son origine perse, il est vêtu d'une courte dhoti et porte de nombreux bijoux ainsi qu'une couronne. À ses pieds sont figurés à droite le royal donateur et à gauche son prêtre. Il surplombe de ses trois mètres cinquante de hauteur un attelage de sept chevaux représentant les jours de la semaine, et des déités subsidiaires l'entourent.

### LeJaga mohan
Le jaga mohan est la structure la mieux conservée du complexe. Le bâtiment mesure 36 mètres de côté. La salle qui a été remplie et scellée en 1904 par les Britanniques pour assurer sa pérennité dégageait un espace libre carré de 20 mètres de côté avec une hauteur maximale de 30 mètres, l'un des plus grands volumes internes de l'architecture hindoue, un véritable tour de force.

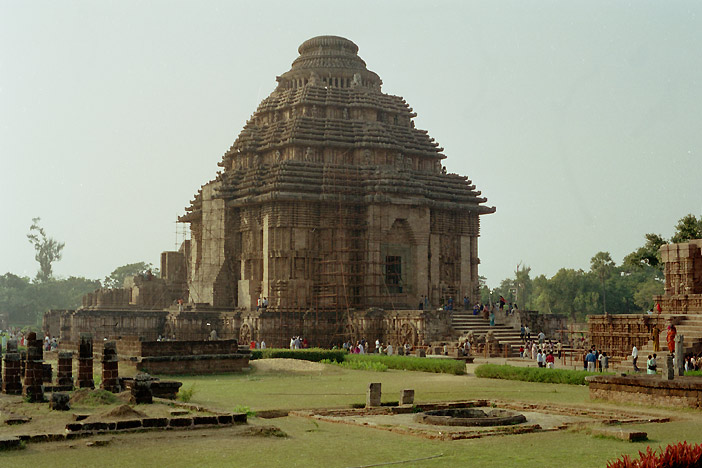
Le jagamohan

Il comporte trois grandes portes. Celle à l'est et faisant face au nata-mandapa est la seule qui a conservé son aspect originel avec son chambranle composé de 8 rangées concentriques finement sculptées. À l'ouest s'ouvrait un accès au sanctuaire. Le toit est en forme de pyramide à degrés, composé de trois parties principales séparées par des kanti, des murets en retrait ornés de sculptures. Le kalasam, le vase installé au sommet de la toiture a été volé lors du pillage du temple par des musulmans.
Les ingénieurs indiens, confrontés avec un gigantisme qui atteignait les limites de leur savoir-faire et peut-être conscients du manque de stabilité du sol sur lequel ils construisaient, conçurent l'innovation d'inclure des tirants métalliques pour maintenir cohérente la structure. Certains sont encore visibles en place, d'autres ont été retrouvés sur le sol lors du déblaiement. La qualité du travail des métallurgistes indiens les a prémunis de la rouille. En cela, ils font penser au pilier métallique vierge de corrosion, vieux de 15 siècles, que l'on trouve sur le site du Qutb Minar dans la banlieue de Delhi.

### Lenata mandirounata mandapa

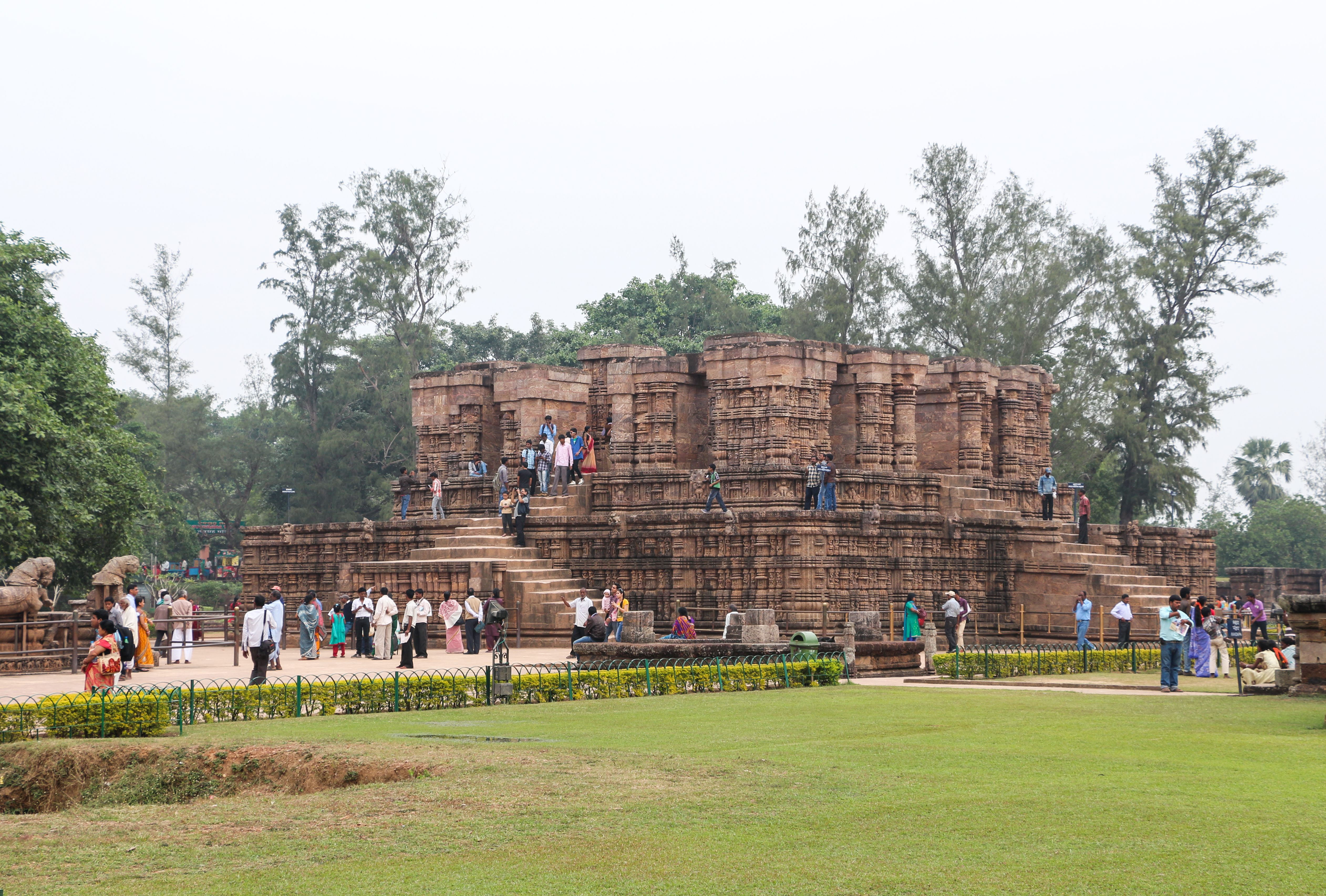
Le nata-mandapa

Le nata mandir (temple de la danse) - parfois appelé nata mandapa (hall de la danse) - suit un plan carré de plus de 20 mètres de côté, sans compter les quatre volées de marches qui y conduisent. il se trouve sur une plateforme séparée, une innovation locale. Il est aussi connu sous le nom de bhogha-mandapa ou hall des offrandes de par sa ressemblance avec celui du temple de Lingaraja à Bhubaneswar
La plateforme offre une succession de khakhara-mundi, des templions miniatures sculptés, typiques de la décoration orissaise. Dans la niche qu'ils comportent, on trouve des représentations de personnages, principalement des femmes ou des érotiques. Les femmes adoptent une grande variété de poses, par exemple l'une tient une branche au-dessus de sa tête pour s'ombrager, une autre caresse un oiseau familier, une autre encore essore ses cheveux après le bain, les gouttes tombant dans le bec d'une oie, etc.
Le sol du mandapa est atteint en traversant l'une des quatre larges ouvertures auxquelles mènent des volées de quatre marches. Dans le centre, on trouve quatre large piliers disposés en carré et richement décorés de sculptures de musiciens et de devadasi. Le mandapa a perdu le toit qui le couronnait.

### Les bâtiments annexes

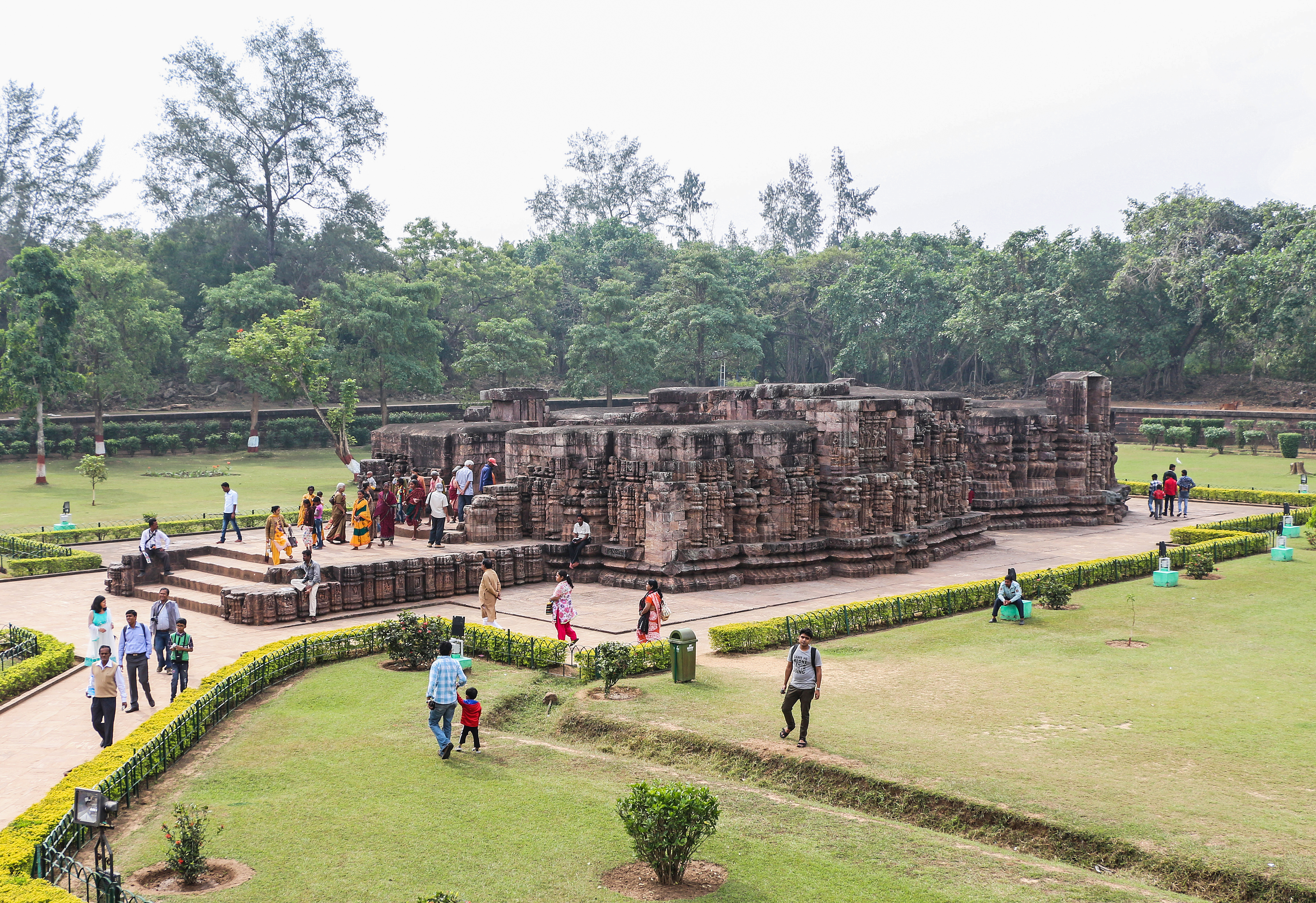
Le temple de la Mâyâ Devî

On trouve sur le site deux temples secondaires. Le plus important, bien que modeste comparé au gigantisme du temple 1, est le temple de la Mâyâ Devî - ou temple 2 - nommé ainsi d'après l'une des épouses de Sûrya. Les archéologues s'accordent cependant à penser, se basant sur sa décoration, qu'il s'agit probablement d'un temple dédié à Sûrya. L'image du dieu aurait été déplacée lors du pillage du complexe par les musulmans.
En 1956, on découvre une nouvelle structure - le temple 3 - faisant face à l'est et située au sud-ouest du temple 2. L'archéologue Debala Mitra pense que l'effigie de Vishnu trouvée en 1906 lors du nettoyage des débris qui entouraient le temple en provient, ce qui en ferait un temple dédié à ce dieu. Elle se trouve aujourd'hui au Musée national de Delhi.

## Les travaux de restauration

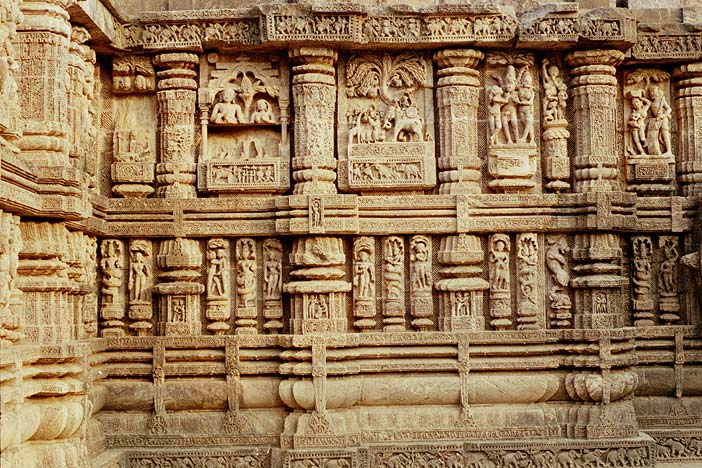
Portion du décor de la plateforme principale avec la scène à la girafe

La première suggestion de restauration du temple émana en 1806 du Bureau de la Marine, et dans un but purement utilitaire, le temple servant de repère, comme on l'a vu plus haut, aux marins. En 1838, l'Asiatic Society of Bengal en appela de la responsabilité du gouvernement pour réclamer des réparations après les dégradations commises par le râja du Khurda voisin.
Ensuite, jusqu'à la fin du XIXe siècle, on se contentera de dégager la jungle qui avait repris le dessus et de relever les chevaux colossaux, les éléphants et les gajavidala, statues traditionnelles d'un éléphant subjugant un lion en les positionnant de façon erroné dans le complexe.
Les choses sont véritablement prises en main après la visite de John Woodburn, le lieutenant-gouverneur du Bengale, en décembre 1900, qui prend conscience du mauvais état des bâtiments et de l'urgence des travaux à faire. Il conçoit une campagne de restauration pour le sauver coûte que coûte. On déblaie alors le sable qui se trouve au pied de la bâtisse et découvre la plateforme sculptée qui la supporte et les fameuses roues, symboles du temple. On met aussi à jour le bhoga-mandapa et on comprend alors qu'il ne s'agit pas seulement d'un bâtiment mais de tout un complexe. Le jagamohan est rempli et scellé pour assurer sa cohésion, des pierres tombées sont remises en place. Des arbres sont plantés pour bloquer le sable et pour protéger du vent marin.
En 1909, on découvre le petit temple, dit temple de la Mayadevi et l'année suivante les travaux conservatoires qui ont permis de pérenniser la structure sont terminés.
En fait, les travaux sur le site n'ont jamais vraiment arrêté depuis ; des jardins ont été aménagés dans le complexe après que le sable eut été complètement retiré et la pierre est traitée chimiquement de temps à autre pour garantir sa pérennité.